# Полюд
«Полю́д» (хорв. Poljud) — футбольный стадион, расположенный в Сплите, Хорватия.

## История
«Полюд» — футбольный стадион в хорватском городе Сплит, своё имя стадион получил благодаря расположению в одноимённом районе города, официально стадион называется «Gradski stadion u Poljudu» («Городской стадион в Полюде»). «Полюд» является домашней ареной футбольного клуба «Хайдук», одного из лучших в стране. На данный момент вместимость стадиона составляет 35 тысяч болельщиков одновременно. Изначально стадион был построен для проведения Средиземноморских игр 1979 года и вмещал 55 тысяч человек, а красную ленточку в честь открытия арены перерезал известный политический деятель — Иосип Броз Тито.
В 1990 году стадион в Полюде принимал европейское первенство по легкой атлетике. Рекорд посещаемости стадиона составляет 62 тысячи человек, установлено это достижение в 1982 году на футбольном матче между местным «Хайдуком» и «Динамо» из Загреба, в то время эти команды вели ожесточенную борьбу за звания чемпиона страны. Помимо спортивных мероприятий, стадион обслуживает и музыкальные концерты, среди наиболее известных исполнителей посетивших арену, такие музыканты как Мишо Ковач в 1993 году, Марко Перкович Томпсон в 2002 году, а в 2008 году в рамках мирового турне на стадионе выступила известная британская группа «Iron Maiden», исполняющая свои песни в жанре тяжёлого металла.
Местные жители называют стадион «Poljudska ljepotica», что переводится как «Краса Полюда». Полюд является самым большим стадионом в Хорватии после загребского «Максимира». В 2005 году началась реконструкция стадиона, на которую выделено около 90 миллионов евро. Результатом реконструкции станет увеличение вместимости арены до 44 тысяч человек. Реконструкция была частью планов оргкомитета Евро-2012, если бы турнир проводился в Венгрии и Хорватии, но так как организацию ЕВРО поручили другим странам, реконструкция задержалась до 2010 года. В 2010 году на стадионе прошёл Континентальный кубок ИААФ.

## Галерея

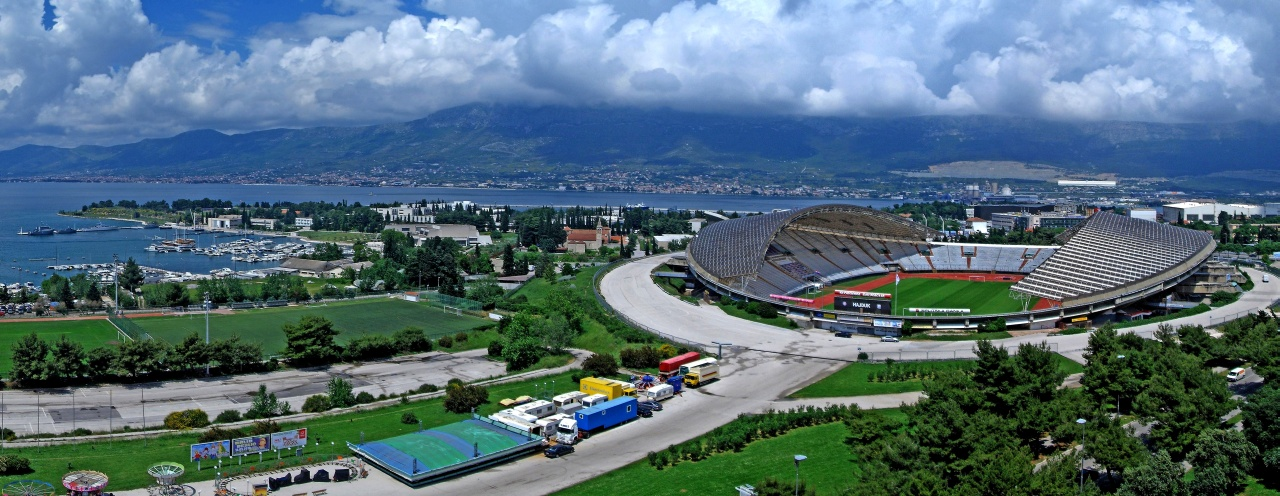
Вид с небоскрёба
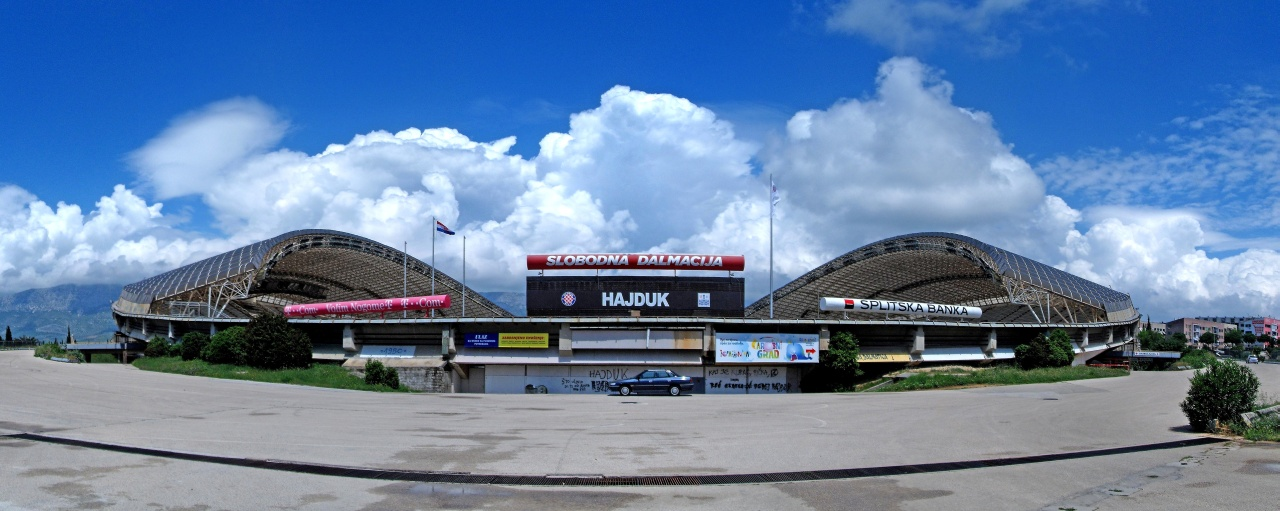
Вид спереди
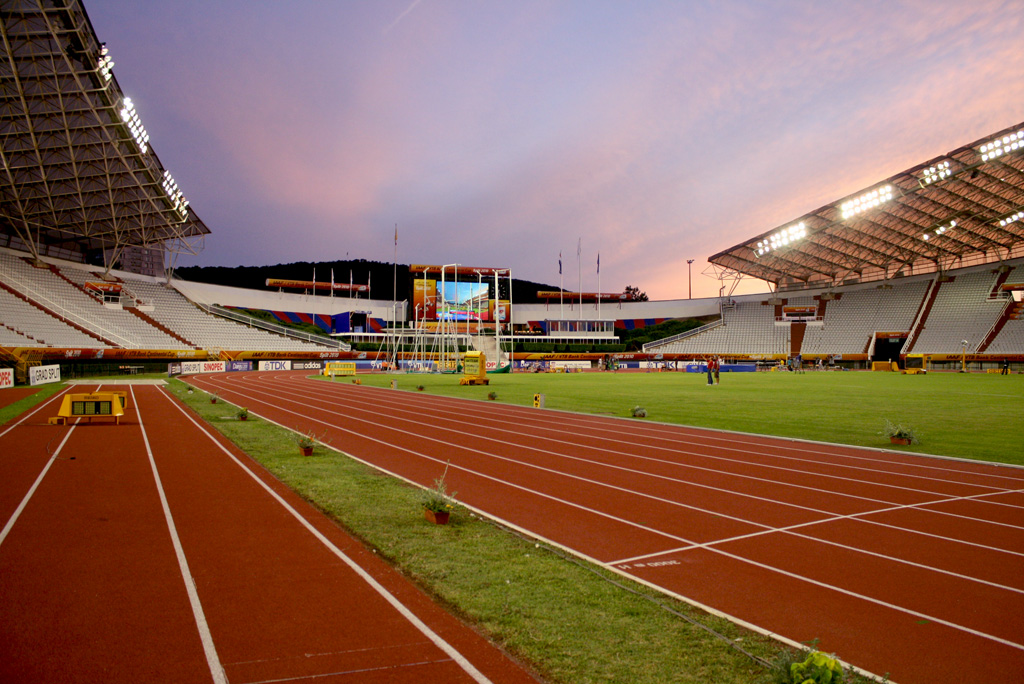
Беговые дорожки
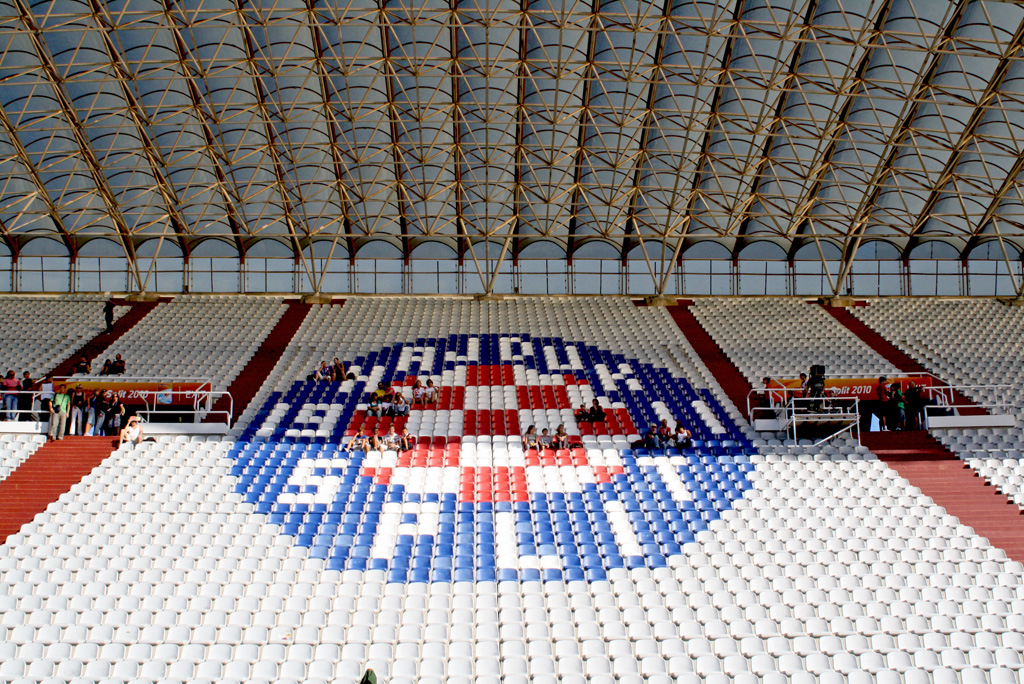
Логотип «Хайдука» на восточной трибуне
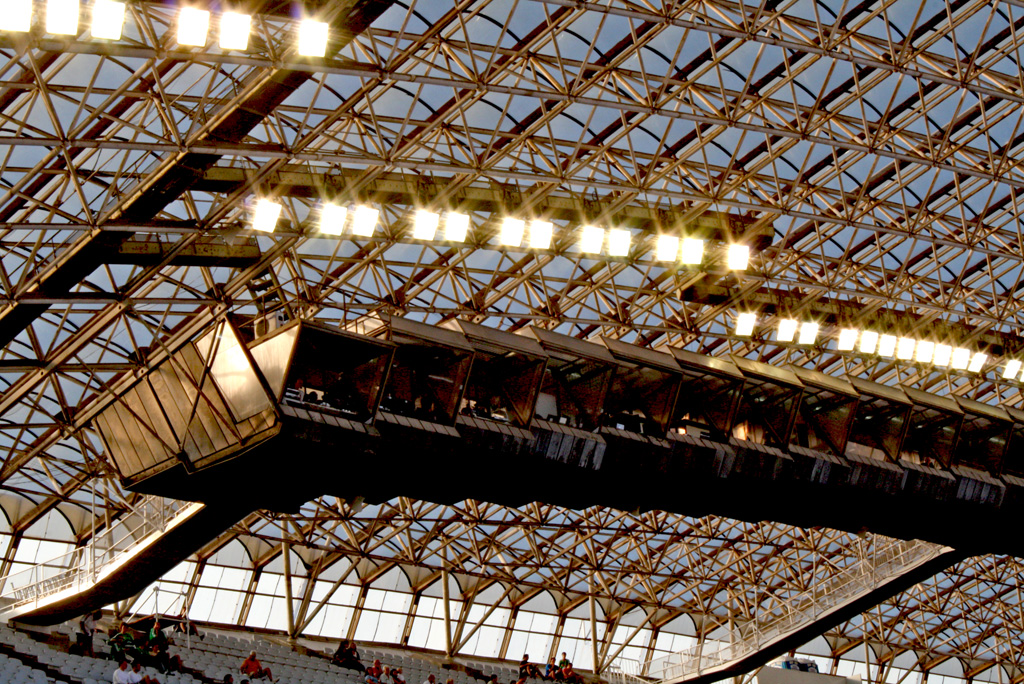
Кабина комментатора
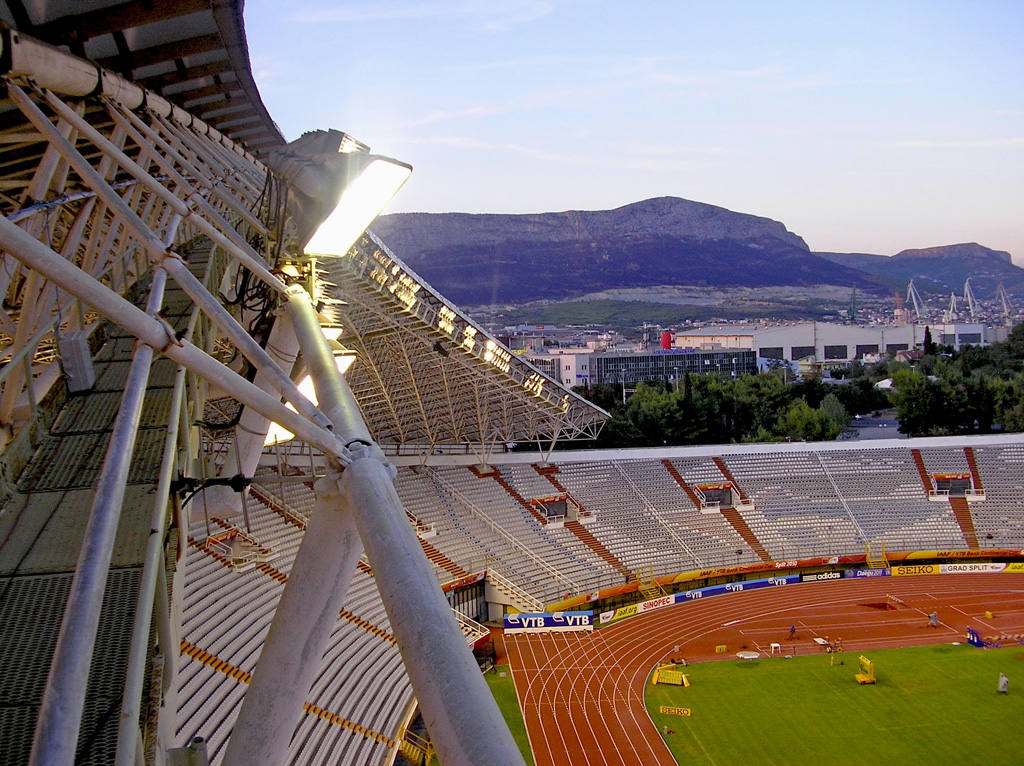
Крыша
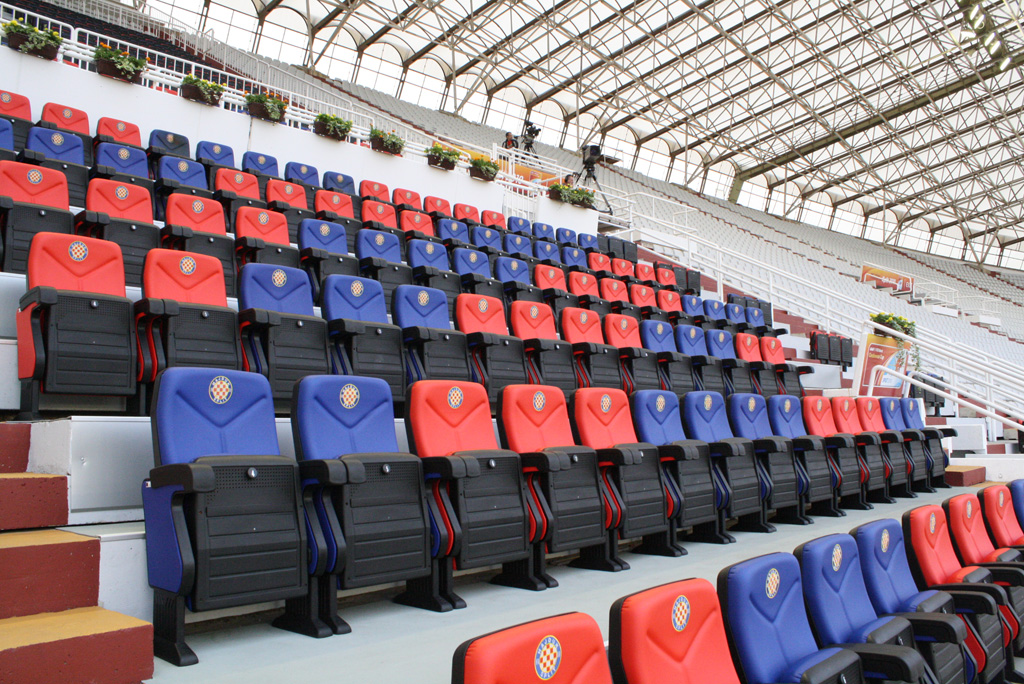
VIP-места
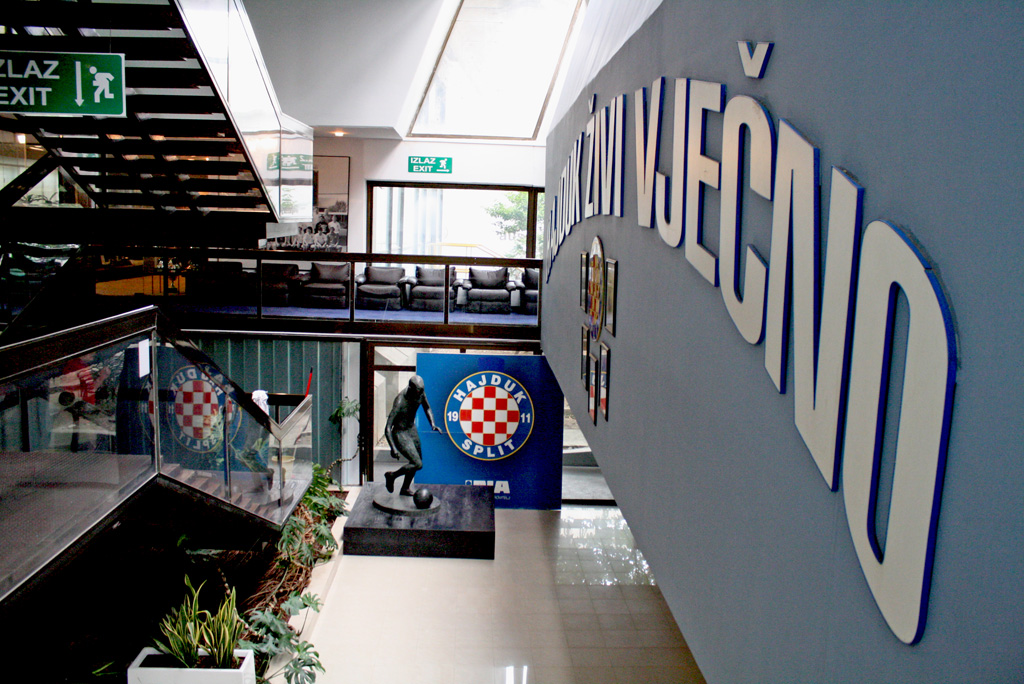
Главный вход
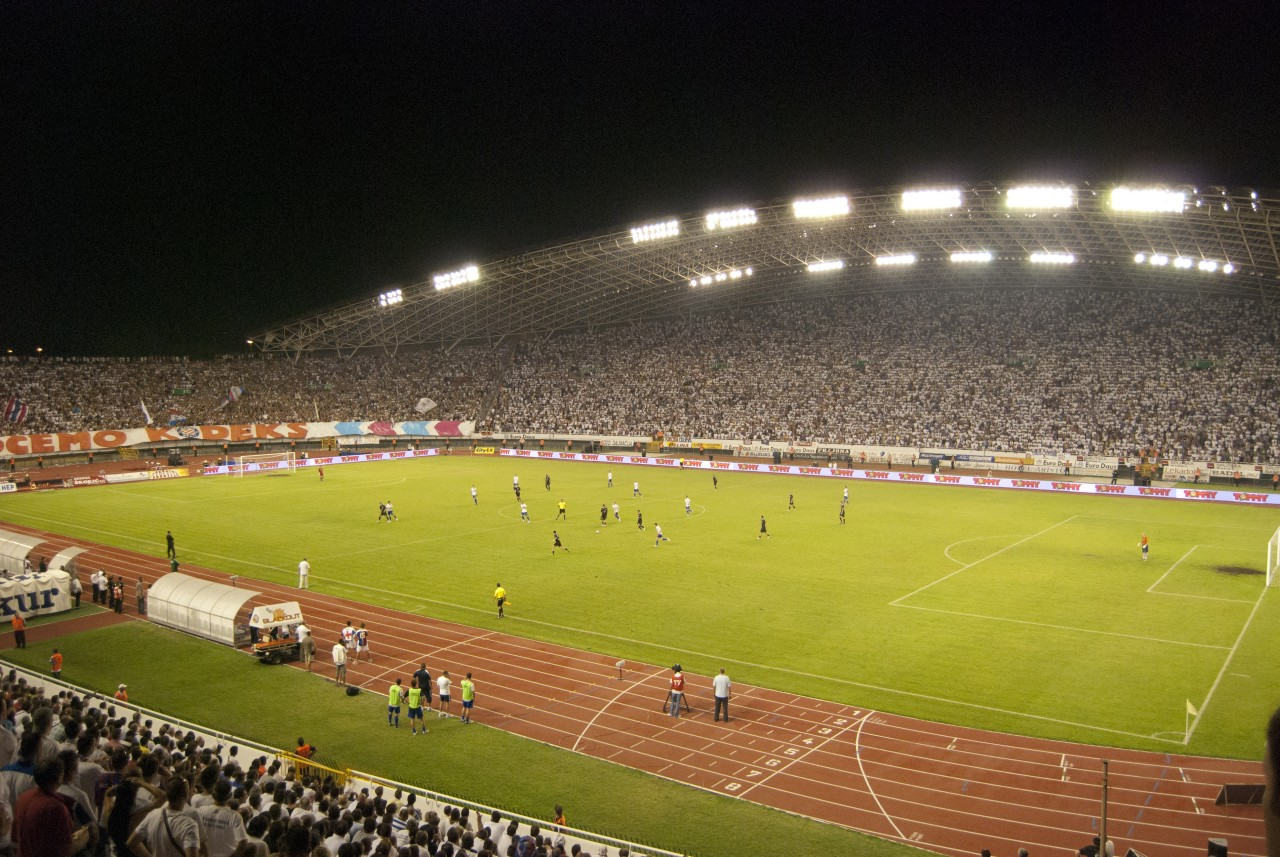
Во время матча
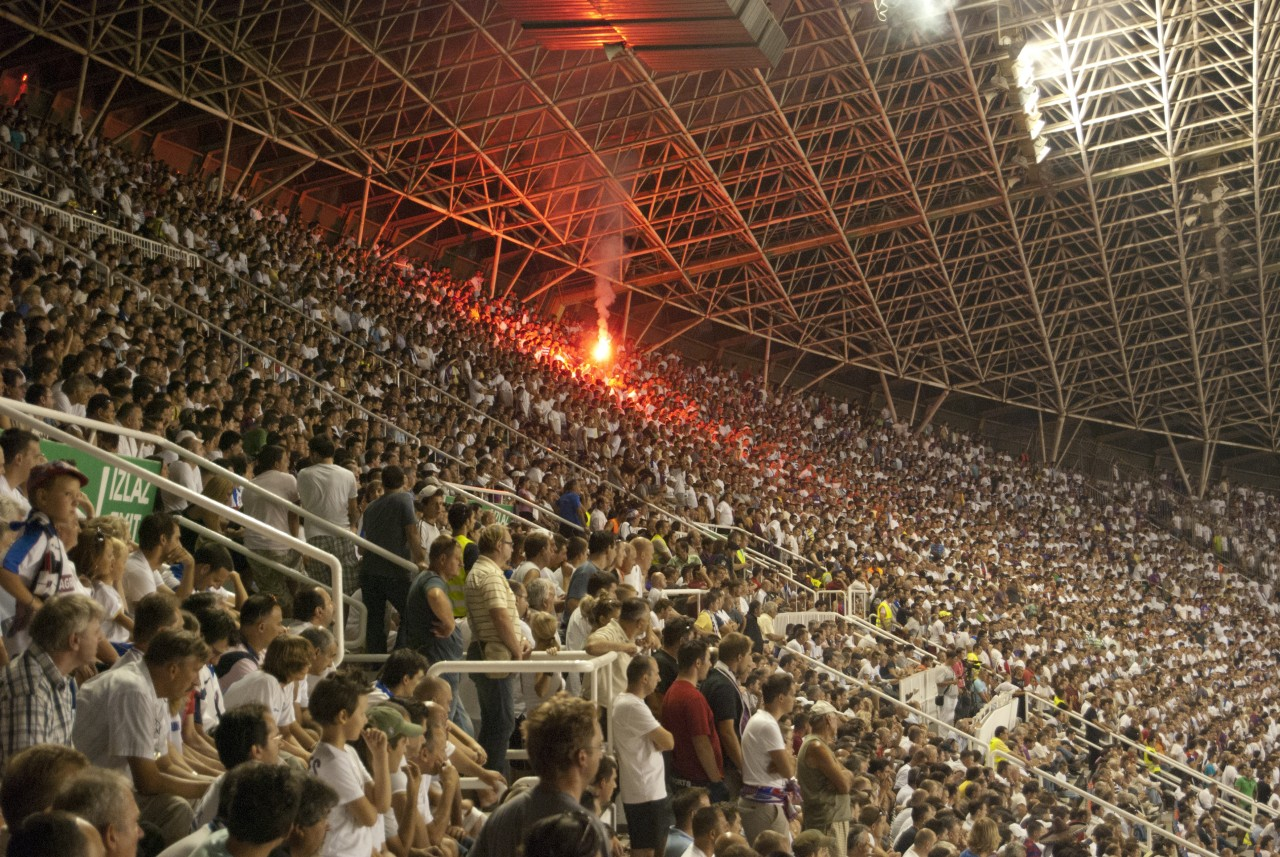
Западные трибуны
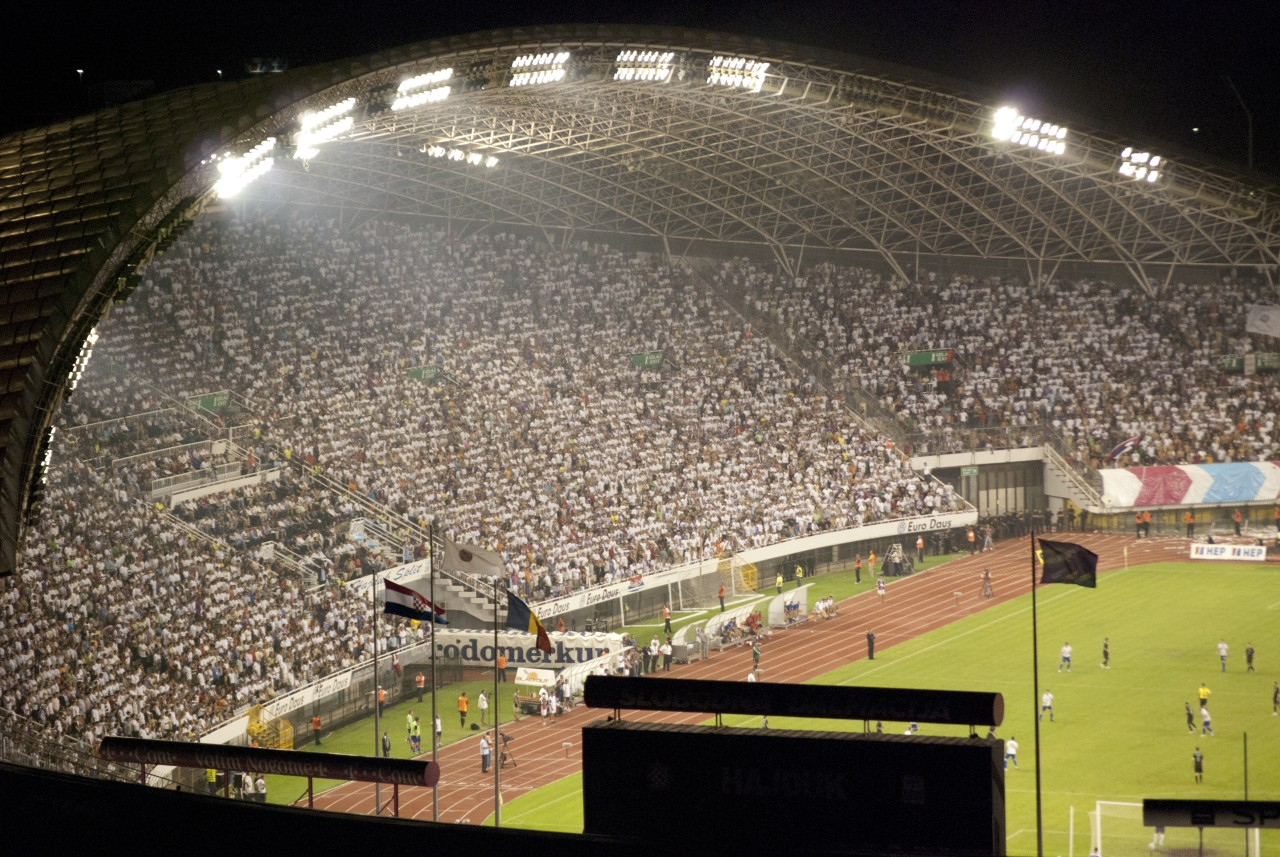
Вид из соседнего здания
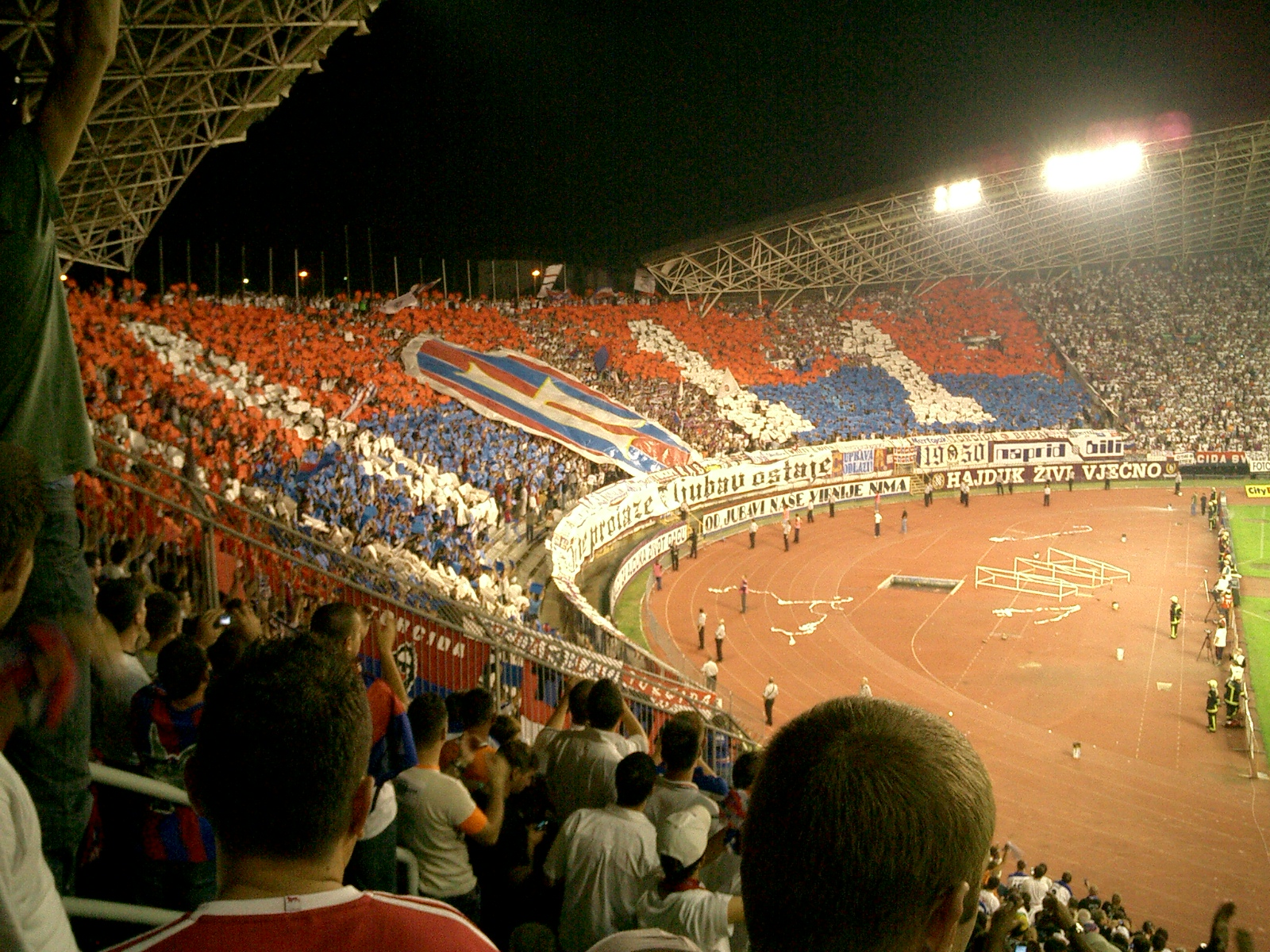
Группировка Torcida Split
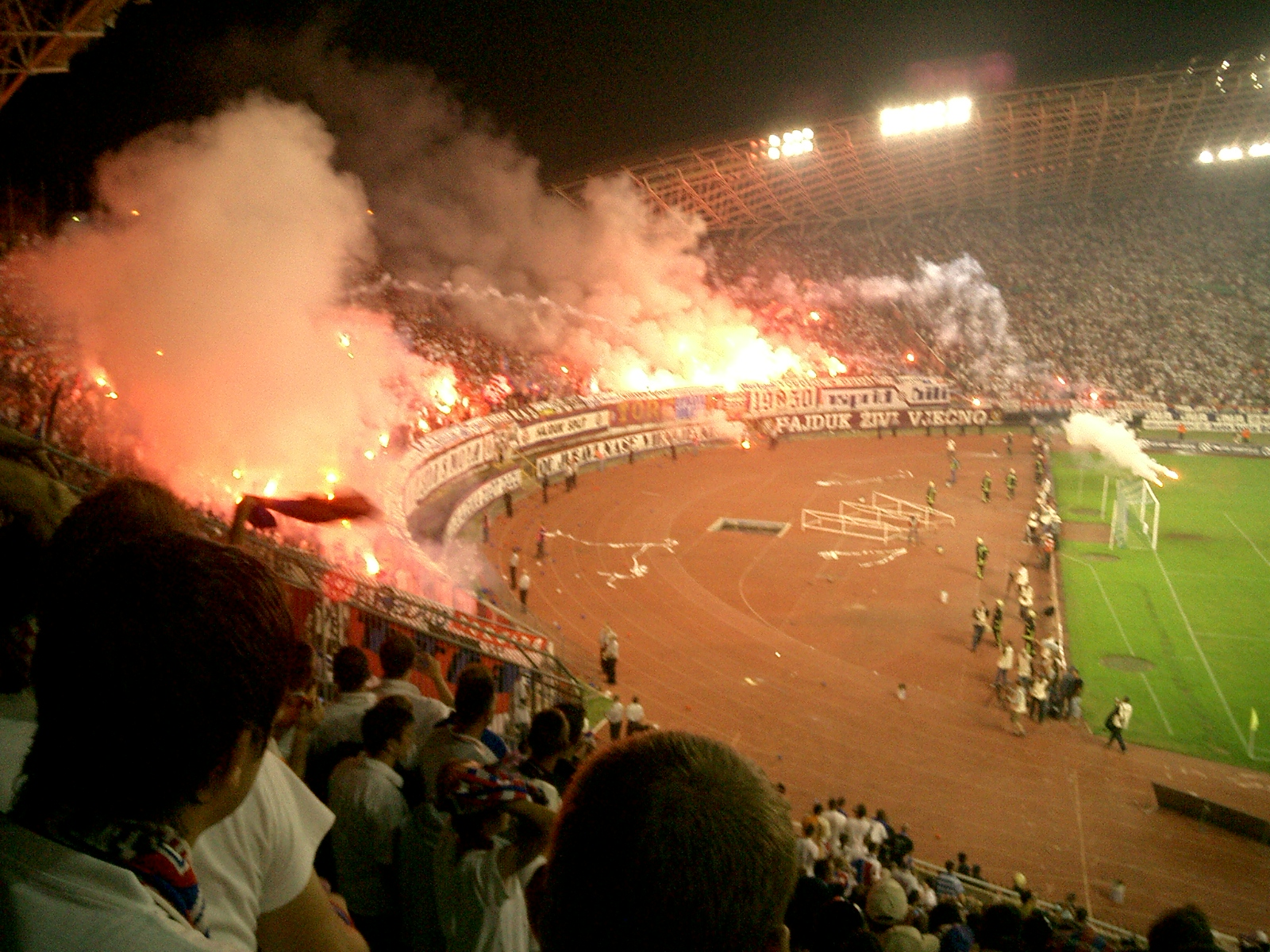
Файеры
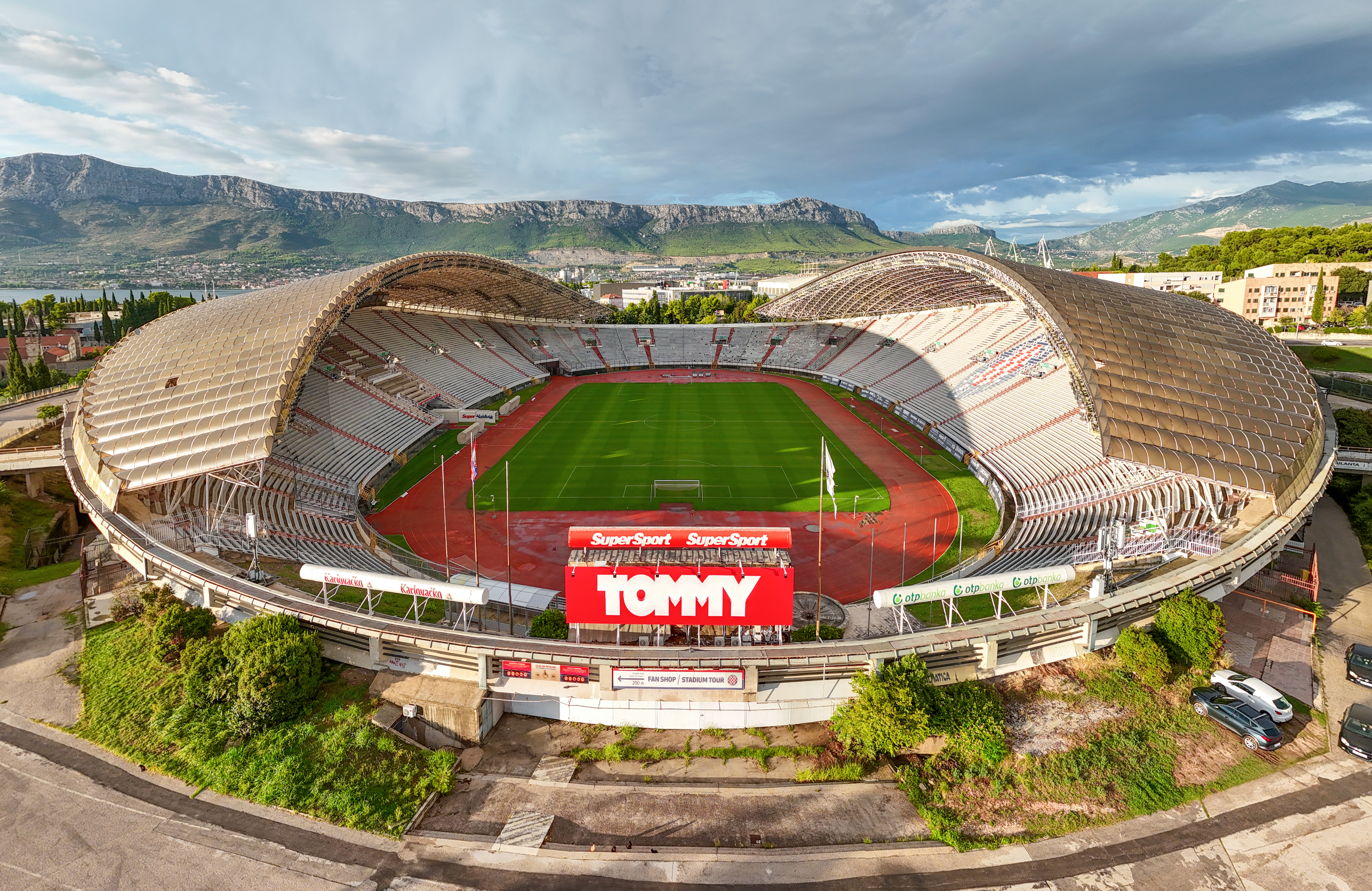
Вид на Полюд с горами Козьяк на заднем плане